# Wallfahrtslied
Wallfahrtslied (en alemany, en català: La cançó dels pelegrins) és una obra per a tenor o baríton i quartet de corda escrita el 1984 per Arvo Pärt sobre un text del salm 121. Encàrrec de Sender Freies Berlin, el treball està dedicat a la memòria del director de cinema Grigori Kromanov, amic del compositor. La primera actuació pública va tenir lloc a Berlín el 1984.
El 2001, Arvo Pärt va crear una versió de l'obra per a orquestra de corda i cor masculí, en la qual el cor interpreta el text amb una efectivitat monòtona, mentre les cordes generen un acompanyament atmosfèric que envolta la veu. Wallfahrtslied destaca per un estil diferent del d'altres composicions de l’època, amb una escriptura per a cordes que transmet un cert sentiment d’Europa central i s’allunya de la coneguda tècnica tintinnabuli que caracteritza el compositor. El resultat és una obra atmosfèrica i d’una gran efectivitat, on el cor, sobri i ben mesurat, permet que les cordes desenvolupin un moviment fluid al seu voltant.